# Conus acutangulus
Conus acutangulus es una especie de caracol marino, un molusco Gasterópodo marino de la familia Conidae.
Como todas las especies del género Conus, estos caracoles son depredadores y venenosos. Son capaces de "picar" humanos, por lo tanto, los caracoles vivos deben manejarse con cuidado. 

## Descripción
El tamaño del caparazón varía entre 13 mm y 46 mm y es muy venenoso. 

## Distribución
Esta especie se encuentra en el Mar Rojo y en el Pacífico indo-occidental tropical; en la costa Queensland, Australia.